# Меморіальні та анотаційні дошки Луганська
В поданому списку представлено меморіальні та анотаційні дошки Луганська, згруповані за такими параметрами: анотаційні дошки і пам'ятні знаки, меморіальні дошки на честь людей, на честь подій та інші.

## Меморіальні дошки

### На честь людей
| Зображення | Кому присвячено    | Короткі відомості | Адреса             | Дата встановлення |
| ---------- | ------------------ | ----------------- | ------------------ | ----------------- |
|            | Павло Безпощадний  |                   | вул. Леніна, 68    |                   |
|            | Валерій Брумель    |                   | кв. Єременко, 4б   |                   |
|            | Віктор Мухин       |                   | вул. Демьохіна, 27 | 1982              |
|            | Тарас рибас        |                   | вул. Свердлова, 2  |                   |
|            | Олександр Фільберт |                   | пл. Героїв ВВВ     |                   |
|            | Володимир Шевченко |                   | пл. Героїв ВВВ     |                   |

### На честь подій
| Зображення | Текст | Короткі відомості | Адреса            | Дата встановлення |
| ---------- | --- | ----------------- | ----------------- | ----------------- |
|            | У цьому будинку в березні 1918 р. містився штаб 5-ї Армії організованої К.Е. Ворошиловим |                   | вул. Даля, 7      | 1960              |
|            | В цьому будинку в лютому — квітні 1918 р. містився Луганський Раднарком |                   | вул. Даля, 7      | 1957              |
|            | Восени 1922 р. в цьому будинку була організованаперший осередок «Юний Спартак» у Луганську. |                   | вул. Даля, 7      | 1962              |
|            | В цій будівлі з 16 до 20 квітня 1920 року працював перший губернський з'їзд комсомолу Донбасу рос. В этом здании с 16 по 20 апреля 1920 года работал первый губернский съезд комсомола Донбасса                                  |                   | вул. Пушкіна, 2   |                   |
|            | В цій будівлі 28 серпня 1920 р. перед партійним активом Луганська виступав голова ВЦВК М.І. Калінін рос. В этом здании 28 августа 1920 г. перед партийным активом Луганска выступал председатель ВЦИК М.И. Калинин               |                   | вул. Пушкіна, 2   |                   |
|            | В цій будівлі 1 червня /14/ 1917 р. вийшов перший номер газети Луганська правда, колишній «Донецький пролетарій» рос. В этом здании 1 июня /14/ 1917 г. вышел первый номер газеты Луганская правда, бывший «Донецкий пролетарий» |                   | вул. Пушкіна, 2   |                   |
|            | В цьому будинку містилась земська пошта, через яку луганські більшовики в 1902—1903 рр. нелегально розповсюджували ленінську газету «Іскра»                                                                                      |                   | пл. Революції, 27 | 1955              |

## Інші
| Зображення | Текст                                                                               | Короткі відомості | Адреса           | Дата встановлення |
| ---------- | ----------------------------------------------------------------------------------- | ----------------- | ---------------- | ----------------- |
|            | На цій площі стояв Свято-Миколаївський собор, збудований на честь Миколи Чудотворця |                   | Червона площа, 7 | 2006              |